# Asperula haphneola
Asperula haphneola är en måreväxtart som beskrevs av Otto Karl Anton Schwarz. Asperula haphneola ingår i släktet färgmåror, och familjen måreväxter. Inga underarter finns listade i Catalogue of Life.